# Escala G
A escala G é uma escala comumente usada para trens de brinquedo e ferromodelismo. Devido ao seu tamanho e resistência, os modelos nessa escala eram bastante usados a céu aberto, os chamados trens de jardim (Train de jardin). 
A letra "G" foi escolhida a partir do termo em alemão:  groß (grande) relacionado à marca que criou esse padrão de escala, a LGB.

## Características
A escala G, foi criada por Ernst Paul Lehmann Patentwerk sob a marca "Lehmann-Groß-Bahn" (LGB), para uso interno e externo. A Lehmann era, até sua recente falência, o maior fabricante europeu de trens na escala G, e considerado o fabricante que popularizou o trem de jardim. O que restou da fábrica foi adquirido pela Märklin, e alguns modelos continuam em produção.
Os trens da escala G eram vendidos com a marca "Lehmann Gross Bahn" (ou Trem Grande de Lehmann). A Lehman Patentwerk foi fundada em 1881 e começou a produzir como LGB em 1968. Ela produziu modelos baseados em protótipos europeus e norte-americanos, a vapor, a diesel e elétricas.